# Athous demirsoyi
Athous demirsoyi là một loài bọ cánh cứng trong họ Elateridae. Loài này được Platia, Kabalak & Sert miêu tả khoa học năm 2007.